# Neuroingeniør
 Der er for få eller ingen kildehenvisninger i denne artikel, hvilket er et problem. Du kan hjælpe ved at angive troværdige kilder til de påstande, som fremføres i artiklen.

Neuroingeniører (også kendt som neuralingeniører) er personer med højere uddannelse, som beskæftiger sig med tekniske områder indenfor hjernevidenskaben, for at forstå, reparere, erstatte eller forbedre hjernen og nervesystemet (også kendt som hjerneingeniørvidenskab).
Neuroingeniører er særlig kvalificerede til at løse problemer i grænsefladen mellem levende nervevæv og ikke-levende konstruktioner.
Eksempler på forskning og anvendelse indenfor feltet er billeddannelse, hjernemodellering, neurale netværk, neurale interfaces, Brain Computer Interfaces (Hjerne Computer Integrationer), aktivitetsmåling af hjernens elektriske aktivitet, neurale proteser og robotter, regenerering af nervevæv, kliniske værktøjer og augmentering af hjernen for at styrke dens egenskaber.
| Job | Spire Denne artikel om et job eller en stillingsbetegnelse er en spire som bør udbygges. Du er velkommen til at hjælpe Wikipedia ved at udvide den. |